# روبنسن کروزوئه
روبنسن کروزوئه نام یک کتاب ادبی است که توسط دانیل دفو، نویسندهٔ اهل انگلستان نوشته شده‌است. این کتاب یکی از آثار مشهور ادبی جهان است.